# Jag skulle vilja tänka en underbar tanke
Jag skulle vilja tänka en underbar tanke, släppt 9 juli 2007, är en singel av Per Gessle  från hans album "En händig man" .

## Singeln
Den nådde 29:e plats på den svenska singellistan.
Melodin testades på Svensktoppen, och tog sig den 19 augusti 2007 in på en sjunde plats . Melodin låg totalt på Svensktoppen i åtta veckor, med sjätteplats som högsta placering  innan den lämnade listan .

## Låtlista
1. Jag skulle vilja tänka en underbar tanke - 3.16

### Listplaceringar
| Lista (2007) | Position |
| ------------ | -------- |
| Sverige      | 29       |

## Publikation
- Svenska hits 2007/2008, 2008